# Äbdyżämyl Nurpejysow
Äbdyżämyl Kärymuły Nurpejysow (kaz. Әбдіжәміл Кәрімұлы Нұрпейісов; ros. Абдижамил Каримович Нурпеисов, Abdiżamił Karimowicz Nurpieisow; ur. 22 października 1924 we wsi Üszköng w rejonie Arał w obwodzie kyzyłordyńskim, zm. 5 lutego 2022) – kazachski pisarz i tłumacz.

## Życiorys
Był synem rybaka Käryma i gospodyni domowej Bałkenże. W latach 1942–1945 brał udział w II wojnie światowej. W 1947 roku rozpoczął pracę nad swoją pierwszą powieścią, w której opisywał swoje wspomnienia z wojny. Została ona opublikowana w 1950 roku pod tytułem „Kurlandija”. Otrzymał za nią Nagrodę Państwową Kazachskiej SRR. W tym samym roku rozpoczął studia w Instytucie Literackim im. A.M. Gorkiego, które ukończył w 1956 roku. W latach 1962–1964 pełnił funkcję redaktora naczelnego czasopisma „Żułdyz”. Jego kolejnym dziełem była trylogia Kan men ter, w skład której wchodzą powieści Ymyrt (1961), Sergeldeng (1964) i Küjreu (1970). W 1974 roku otrzymał za nią Nagrodę Państwową ZSRR.
W 1992 roku założył kazachski PEN Club. W 2000 roku napisał Songgy paryz o problemach ekologicznych obszaru wokół Jeziora Aralskiego. Za tę powieść otrzymał nagrodę Szołochowa. W 2004 roku otrzymał również nagrodę Tarłan.
Zajmował się również tłumaczeniami. Na język kazachski przekładał m.in. twórczość Antona Czechowa, Maksima Gorkiego oraz Nâzıma Hikmeta.
W 1945 roku odznaczony Orderem Czerwonej Gwiazdy, w 1958 roku Orderem „Znak Honoru”, a w 1970 roku orderem Czerwonego Sztandaru Pracy. Po rozpadzie ZSRR, odznaczony również orderem Otan (1994). Od 1985 roku Ludowy Pisarz Kazachstanu. Był również honorowym obywatelem obwodu kyzyłordyńskiego oraz, od 2019 roku, miasta Ałmaty.